# Saint-Polgues
Saint-Polgues är en kommun i departementet Loire i regionen Auvergne-Rhône-Alpes i centrala Frankrike. Kommunen ligger i kantonen Saint-Germain-Laval som tillhör arrondissementet Roanne. År 2022 hade Saint-Polgues 275 invånare.

## Befolkningsutveckling
Antalet invånare i kommunen Saint-Polgues
| Referens: INSEE |